# ميلان لازيتش
ميلان لازيتش هو لاعب كرة قدم صربي في مركز الدفاع، ولد في 27 أكتوبر 1982 في بوزرفاك (صربيا) في صربيا. لعب مع نادي فودوفاك ‏.